# Lawsonit
Lawsonit – minerał zaliczany do gromady krzemianów grupowych. Jest prawie wolny od izomorficznych podstawień. Składem odpowiada anortytowi z dodatkiem wody.  

## Właściwości
Krystalizuje w układzie rombowym. Wykształca kryształy o pokroju krótko- i grubosłupkowy oraz tabliczkowym; jako kryształy wrosłe i narosłe. Występuje w skupieniach ziarnistych i zbitych. Posiada białą rysę i szklisty bądź tłusty połysk.

## Powstawanie i występowanie
Lawsonit jest minerałem charakterystycznym dla niskotemperaturowego i wysokociśnieniowego metamorfizmu regionalnego wulkanitów bazaltoidowych, spilitów i związanych z nimi piroklastyków oraz osadów mułowcowych. Powstaje po plagioklazach zasobnych w cząsteczkę anortytową. Albit pozostaje wolny lub zamienia się w jadeit, który jest składnikiem chlormelanitu lub wchodzi w skład glaukofanu. Więc lawsonit jest minerałem typomorficznym dla facji łupków glaukofanowych. Częstym jego towarzyszem bywa pumpellyit, po części powstający jego kosztem i tworzący z nim przerosty. Lawsonit pojawia się także jako składnik hydotermalnie przeobrażonych gabr i diabazów. Towarzyszą mu glaukofan i kwarc. 